# Transport Trade Services
Transport Trade Services (TTS) este un grup de companii din România cu activități în transporturi fluviale și pe calea ferată de marfuri, tranzitarea și transportul de mărfuri prin România cu mijloace de transport proprii sau închiriate - transbord în Constanța și porturi de pe Dunăre, cu mijloace proprii sau ale subcontractanților, depozitare în spații adecvate, transporturi de mărfuri agabaritice și servicii internaționale integrate.
Din grup fac parte firmele TTS, Transfer International Spedition, Mast Co, Navrom Galați și NFR Drobeta.
În anul 2009, firmele din cadrul Transport Trade Services au derulat afaceri care au cumulat 111,9 milioane euro.